# Aéroport de Whyalla
L'aéroport de Whyalla est un aéroport situé en Australie-Méridionale, en Australie.